# Nemia Kenatale
Nemia Kenatale (nacido en Tavua el 21 de enero de 1986) es un jugador de rugby fiyiano, que juega de medio de melé para la selección de rugby de Fiyi y, actualmente (2015) para Farul Constanța en la SuperLiga. 
Su debut con la selección de Fiyi se produjo en un partido contra Japón en Tokio el 22 de junio de 2008. Fue seleccionado para la selección de su país en la Copa Mundial de Rugby de 2011 en Nueva Zelanda.
Seleccionado para la Copa del Mundo de Rugby de 2015, Nemia Kenatale anotó el primer ensayo en la victoria sobre Uruguay, en la fase de grupos.